# Čaškasta baluška
Čaškasta baluška (obična baluška, lat. Tofieldia calyculata), trajna zeljasta biljka iz porodice tofildijevki. Raste na vlažnim mjestima i močvarnim livadama Europe, uključujući i Hrvatsku gdje je ugrožena i strogo zaštičena vrsta.
Stabljika je gola i uspravna; naraste od 20 do 30 cm visine. Maleni cvjetovi skupljeni su u grozdaste cvatove, valjkastog oblika, dugi 3 do 10 cm. Plod je jajolika kapsula.
Ime roda dolazi po trorežnjaastim pricvjetnim listovima nalik na čašku (calyculus).